# Antonio Prieto (cantante)
Juan Antonio Espinoza Prieto (Iquique, 26 maggio 1926 – Santiago del Cile, 14 luglio 2011) è stato un attore e cantante cileno, molto popolare nei paesi latino-americani grazie alle sue apparizioni cinematografiche e televisive.

## Biografia
Incoraggiato dal fratello Joaquín Prieto, compositore, ha affiancato alla carriera cinematografica quella di cantante, che gli ha assicurato una grande popolarità in Argentina e in Cile. In Italia il suo nome ha cominciato a circolare dopo il successo discografico de La novia, un brano che è entrato nelle classifiche di vendita di molti paesi di lingua spagnola e successivamente anche in quelle italiane. Il pezzo è stato poi riproposto in versione italiana da Tony Dallara e da Domenico Modugno, mantenendo però il titolo originale.
Sulla scia di tale successo, Prieto ha poi partecipato al Festival di Sanremo 1964 con Ieri ho incontrato mia madre, in abbinamento con Gino Paoli.

## Filmografia
- Socios para la aventura, regia di Miguel Morayta (1958)
- La vida de Agustín Lara, regia di Alejandro Galindo (1959)
- México nunca duerme, regia di Alejandro Galindo (1959)
- No soy monedita de oro, regia di Chano Urueta (1959)
- Vístete Cristina, regia di Miguel Morayta (1959)
- Acapulqueña, regia di Ramón Pereda (1959)
- Melodías inolvidables, regia di Jaime Salvador (1959)
- Las tres coquetonas, regia di Jaime Salvador (1960)
- Vacaciones en Acapulco, regia di Fernando Cortés (1961)
- La novia, regia di Ernesto Arancibia (1962)
- Cuando calienta el sol, regia di Julio Saraceni (1964)
- Buenas noches, Buenos Aires, regia di Hugo del Carril (1964)
- La pérgola de las flores, regia di Román Viñoly Barreto (1965)
- Episodio: Romántico di La industria del matrimonio, regia di Fernando Ayala, Enrique Carreras e Luis Saslavsky (1965)
- De profesión sospechosos, regia di Enrique Carreras (1966)

## Discografia parziale

### Album
- Acapulqueña - Victor 71650-1
- Chinita - Victor 5066-2
- Conformidad - Victor 5066-1
- El reloj - Victor 23-7209-1
- Florecita - Victor 71-650-1
- Habana - Victor 68-1363-1
- La flor de la canela - Victor 23-7391-1
- Niebla - Victor 23-7209-2
- No diga no - Victor 23-7310-1
- Ofrenda - Victor 23-7310-2